# Fusheng, Chongqing
Fusheng (kinesiska: 复盛) är en köping i sydvästra Kina. Den ligger i stadsdistriktet Jiangbei i storstadsområdet Chongqing, omkring 23 kilometer nordost om det centrala stadsdistriktet Yuzhong. Antalet invånare är 12 127. Befolkningen består av 5 904 kvinnor och 6 223 män. Barn under 15 år utgör 13,0 %, vuxna 15-64 år 71 %, och äldre över 65 år 14,0 %.